# フッ化バナジウム(V)
フッ化バナジウム(V)(Vanadium pentafluoride)は、化学式VF5の無機化合物で、既知の唯一のバナジウム五ハロゲン化物である。固体状態では、ポリマーを形成する。室温かつ通常の圧力下では、無色で揮発性のある液体であり、五配位のモノマーからなる。

## 合成
金属バナジウムのフッ素化により得られる。
{\displaystyle {\ce {2V\ + 5F2 -> 2VF5}}}
または、フッ化バナジウム(IV)の不均化によって、固体のフッ化バナジウム(III)と揮発性のVF5が等量生成する。
{\displaystyle {\ce {2VF4 -> VF3 + VF5}}}
この変換は、650℃で起きる。

## 性質
他の求電子性のハロゲン化金属と同様に、加水分解されて、まずオキシハロゲンになる。
{\displaystyle {\ce {VF5\ + H2O -> VOF3\ + 2HF}}}
その後、二元酸化物になる。
{\displaystyle {\ce {2VOF3\ + 3H2O -> V2O5\ + 6HF}}}
塩基の存在下では、加水分解が加速する。このような加水分解の傾向にもかかわらず、この物質は、アルコールに溶解する。
また、この物質は、ルイス酸である。
{\displaystyle {\ce {VF5\ + KF -> KVF6}}}

## 関連文献
- Arnold F. Holleman, Nils Wiberg: Lehrbuch der Anorganischen Chemie, 102. Auflage, de Gruyter, Berlin 2007, S. 1545, ISBN 978-3-11-017770-1.